# Morän (landform)

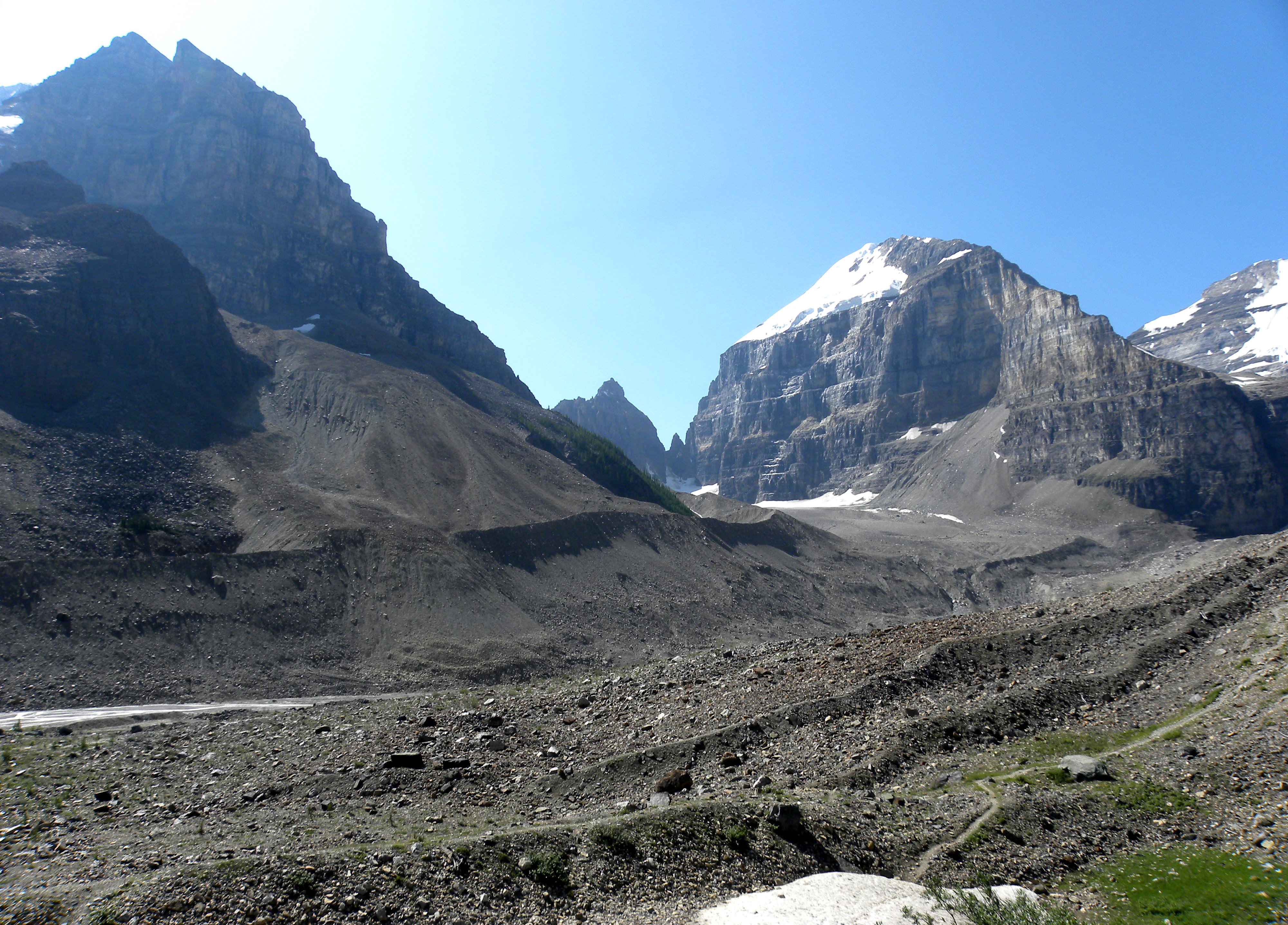
Moränbildningar vid Lake Louise i västra Kanada.

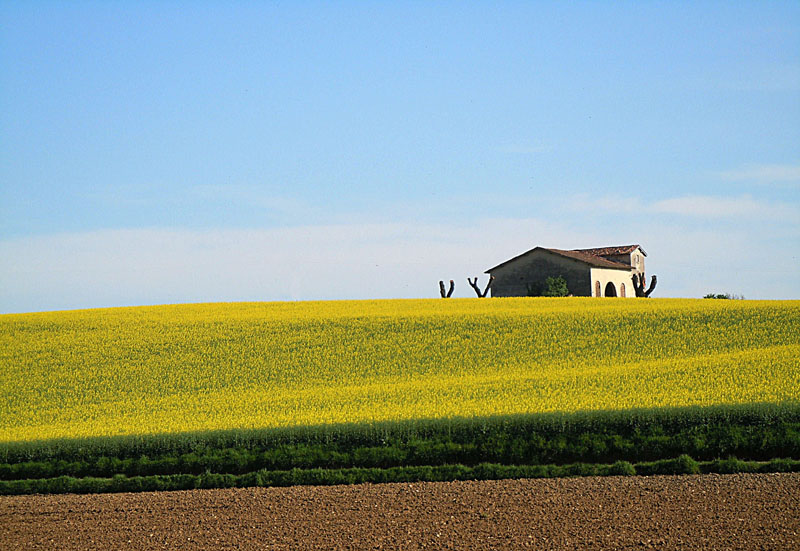
Morän av Gardasjön

Morän är en landform som skapats av en glaciär eller inlandsis. Moränen kan vara avsatt tvärs isriktningen – exempelvis ändmorän och sidomorän – eller längs isriktningen – drumlin. Ett specialfall är mittmorän och moränbackslandskap utan egentlig orientering. Exempel på ytterligare moräntyper är randmorän, veikimorän och De Geer-morän.
Begreppet morän används inom geomorfologi både för den jordart som bildats av en glaciär, se Morän (jordart) (engelska: till) och landformen (engelska: moraine).
En morän har bildats av en osorterad blandning stenar, från stora stenar till finkornig sand och lera. Där skiljer den sig från rullstensåsen, som består av vattensorterade och oftast avrundade stenar.